# Bill Holman
Pour les articles homonymes, voir Bill Holman (saxophoniste) et Holman.
Bill Holman (né le 22 mars 1903 à Crawfordsville (Indiana) et mort le 27 février 1987 à New York) est un auteur de comic strip et de dessin d'humour américain. Il a animé ses créations les plus connues, les comic strips Smokey Stover et Spooky, de 1935 à sa retraite en 1973. Maître de l'humour absurde, il a influencé les figures emblématiques de Mad Harvey Kurtzman et Will Elder.

## Biographie
Né à Crawdfordsville dans l'Indiana, Bill Holman grandit dans le Nord de l'État, à Nappanee. Son père meurt durant son enfance. En 1918, il déménage à Chicago avec sa mère, arrête le lycée et suit des cours du soir à l'Académie des Beaux-arts de Chicago tout en travaillant en journée. En 1920, il entre au Chicago Tribune comme garçon de bureau. En 1921, il entre au service du syndicate de Cleveland Newspaper Enterprise Association pour lequel il crée notamment l'éphémère strip animalier Bilville Birds (1922). Parti à New York, il crée en 1924 pour le Herald Tribune G. Whizz Junior, qu'il dessine jusqu'en 1929. Dans le même temps, il distribue lui-même Wise Quacks, strip humoristique dans lequel il répond au moyen de jeux de mots à des questions posées par ses lecteurs. En 1930, il quitte la NEA et vit durant quelques années en vendant ses dessins à des revues (Judge, Saturday Evening Post, Ballyhoo, Collier's, Film Fun, Redbook, etc.).
En 1935, il rejoint le Chicago Tribune New York News Syndicate. Il y crée le sunday strip à l'humour absurde Smokey Stover, dont le héros éponyme est confronté avec sa femme Cookie, son fils Earl et son chef Cash U. Nutt à toutes sortes de situations loufoques. La première page paraît le 10 mars 1935, et un mois plus tard, le 7 avril, Holman y ajoute le topper Spooky, chatte tout aussi loufoque que Smokey. Enfin, à la suite du décès le 15 juin 1935 de Gaar Williams, il crée Nuts and Jolt, un dessin d'humour (panel strip) quotidien. À partir de juillet 1937, Spooky est publié dans l'hebdomadaire jeunesse français L'Épatant, ce qui témoigne de son rapide succès.
Le 14 novembre 1938, Smokey Stover devient une bande quotidienne. Spooky resta une bande du dimanche, à la parution de plus en plus aléatoire après les années 1940. L'omniprésente absurdité de Smokey assura son succès. Holman la faisait apparaître aussi bien dans les dessins (objets biscornus, expressions outrées, compositions audacieuses, etc.) et les situations (ressorts classiques du burlesque, humour métatextuel, etc.) que dans des jeux de mots, avec de nombreux calembours et des « formules aussi déroutantes que célèbres : « Foo », « Notary Sojac » ou « 1506 Nix Nix », qui parsemaient les vignettes ».
Nuts and Jolt est arrêté en 1963. En 1973, Holman, qui continuait à animer Smokey Stover et Spooky malgré une diminution perceptible de la qualité, décide de prendre sa retraite. Il meurt en 1987 à New York.

## Influences
Inscrit dans l'héritage d'auteurs ayant frayés le nonsense comme E. C. Segar (le créateur de Popeye), Rube Goldberg ou Milt Gross, Bill Holman avait assimilé et systématisé des procédés comiques initiés dans la décennie précédente par Walter Hoban et Gene Ahern. Il a lui-même ouvert la voix à Harvey Kurtzman et Will Elder, maîtres de l'humour absurde outrancier des années 1950-1960 « et préfiguré certains aspects de l'underground ». Ainsi, Robert Crumb a appelé son premier comic book Foo, en hommage à Smokey Stover. 
Sa diffusion en France à la fin des années 1930 a permis aux lecteurs comme aux auteurs français de découvrir un type d'humour encore inédit dans la presse jeunesse d'alors. Mat ou Albert Badert en ont profité pour s'éloigner du modèle fortonien, tandis qu'Eugène Gire et plus encore Nikita Mandryka et son Concombre masqué ont participé après-guerre à la création d'un humour absurde à la française. Holman restait cependant peu connu du public français, n'ayant guère été diffusé en revue après l'expérience de L'As. Les deux albums publiés en 1986 (Spooky) et 1987 (Smokey Stover, sous le titre Popol le joyeux pompier) par Futuropolis n'ont guère contribué à améliorer sa notoriété.

## Traductions françaises
- Spooky et Rigobert, dans L'As no 17 à 140, 1937-1940.
- Spooky, Futuropolis, coll. « X » no 28, 1986.
- Popol le joyeux pompier. Smokey Stoover, Futuropolis, coll. « Copyright », 1987.